# Herreria salsaparilha
Herreria salsaparilha là một loài thực vật có hoa trong họ Măng tây. Loài này được Mart. mô tả khoa học đầu tiên năm 1823.